# Eckhart Dietz

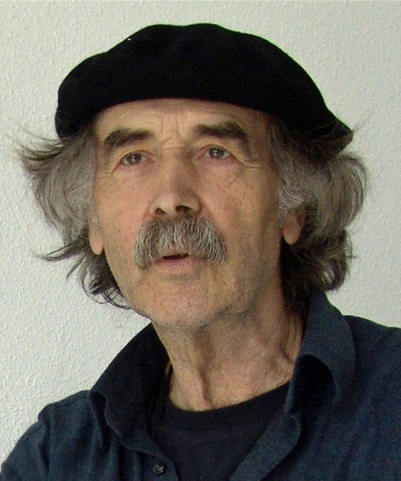
Eckhart Dietz (2005)

Eckhart Dietz (* 31. Oktober 1933 in Pfäffingen; † 2. Januar 2019 in Schwäbisch Gmünd) war ein deutscher Bildhauer, der in Schwäbisch Gmünd lebte und wirkte.

## Leben
Eckhart Dietz machte 1952 sein Abitur am Parler-Gymnasium in Schwäbisch Gmünd. Nach dem Studium der Biologie studierte er von 1955 bis 1961 an der Akademie der Bildenden Künste in Stuttgart unter anderem bei Otto Baum. Ab 1962 war er freischaffender Bildhauer in Schwäbisch Gmünd und Teil der dortigen Kunstszene, zu der auch Walter Giers, Ed Sommer, Hans Kloss und Arnulf Letto gehörten.
Neben seiner künstlerischen Tätigkeit unterrichtete er an mehreren Hochschulen – so hatte er 1972/1973 sowie von 1981 bis 1989 Lehraufträge an der Hochschule für Gestaltung Schwäbisch Gmünd – und war Berater der Kunstkommission in Baden-Württemberg.
Die Politikerin Ricarda Lang (* 1994, Bündnis 90/Die Grünen) ist die Tochter von Dietz.
Eckhart Dietz starb am 2. Januar 2019 im Alter von 85 Jahren in Schwäbisch Gmünd. Er ist auf dem Dreifaltigkeitsfriedhof in Schwäbisch Gmünd bestattet. Sein Urnengrab liegt dort im Grabfeld 16 und ist mit einer seiner Bronzeskulpturen geschmückt.
Dietz war Ehrenmitglied des Gmünder Kunstvereins.

## Nachlass und Vermächtnis
Der künstlerische Nachlass von Eckhart Dietz wird von seiner langjährigen Lebensgefährtin und Ehefrau Valeria Waibel betreut.
Vierzig Skulpturen vermachte der Bildhauer der Stadt Schwäbisch Gmünd, die im Jahre 2024 aus diesem Fundus am Josefsbach in der Grabenallee östlich des Schillersteges vier Eisenguss-Skulpturen Ohne Titel – (Mutter mit Tochter) aus dem Jahr 2009 sowie weiter flussabwärts auf Höhe des Fünfknopfturms unten am Josefsbach eine Edelstahl-Skulptur In Schönheit gebogen aus dem Jahr 2002 aufstellte.

## Ausstellungen (Auswahl)
- Aalen, „Vollform“, Südwestmetall, 2006.
- Stuttgart, Galerie Henn, Skulpturen, 11. September bis 25. Oktober 2008.
- Schwäbisch Gmünd, Neue Arbeiten, Galerie im Prediger, 26. Februar bis 25. April 2010.[3]
- Schwäbisch Gmünd, Über die Jahre, Gmünder Kunstverein, 8. November bis 22. Dezember 2013.
- Schwäbisch Gmünd, So, wie ich bin, Gmünder Kunstverein, 25. November bis 23. Dezember 2016.
- Schwäbisch Gmünd, Projektraum Eckhart Dietz, 31. Oktober 2020 bis 2. Januar 2021.[6]

## Werke
Werke von Dietz im öffentlichen Raum sind unter anderem:
- Weiblicher Torso, Edelstahlguss 1987, Skulpturen-Rundgang Schorndorf
- Gruppe der Ankommenden, Edelstahlguss 1996, Bahnhof Schwäbisch Gmünd
- Sieh doch im Osten das Morgenrot, Edelstahlguss 2002, Wege zur Kunst
- Skulpturen am Josefsbach, Skulpturen aus dem Nachlass des Künstlers, Aufstellung im März 2024 in der Grabenallee[7]

## Galerie

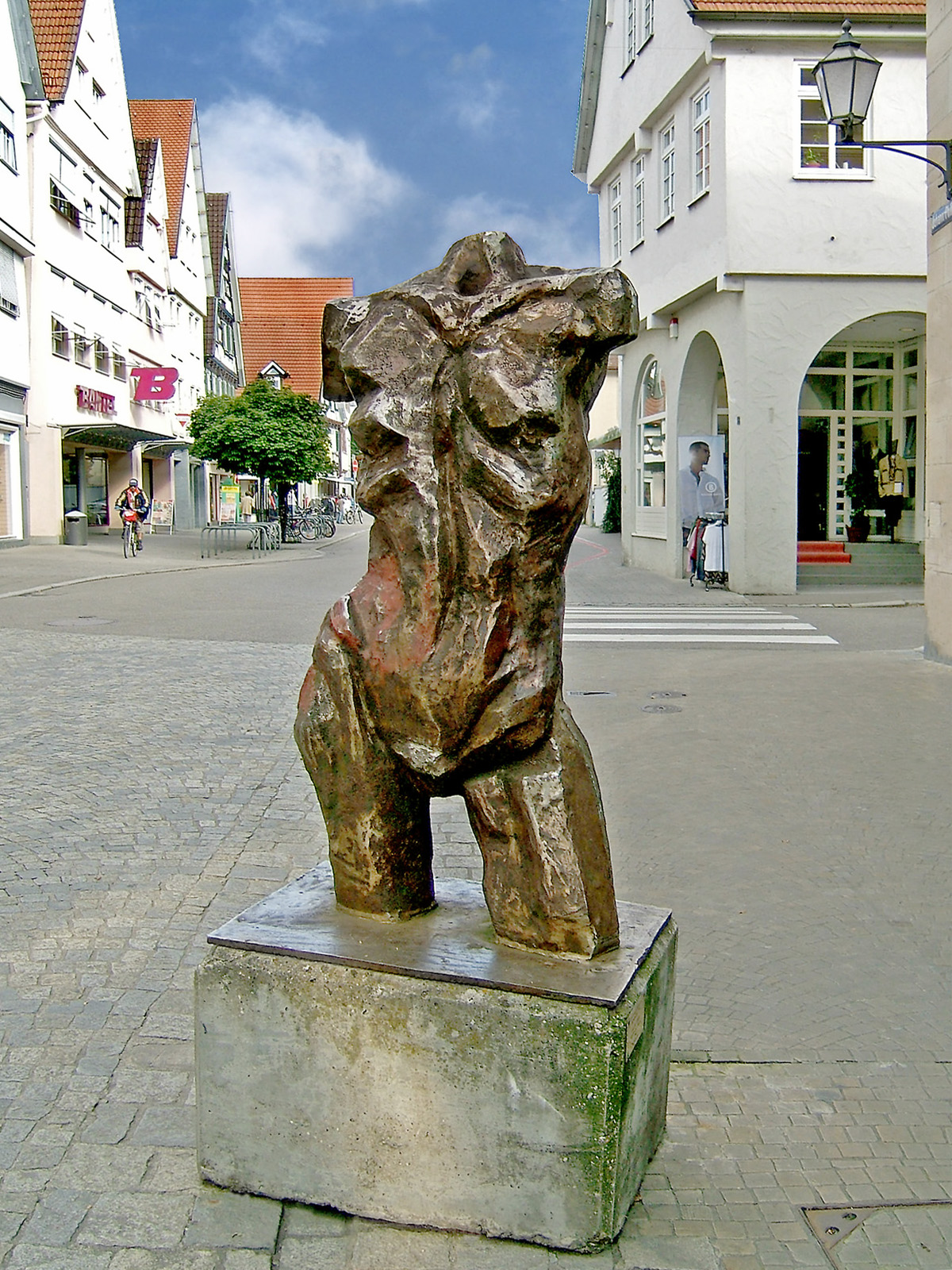
Weiblicher Torso, Edelstahlguss 1987, Skulpturen-Rundgang Schorndorf
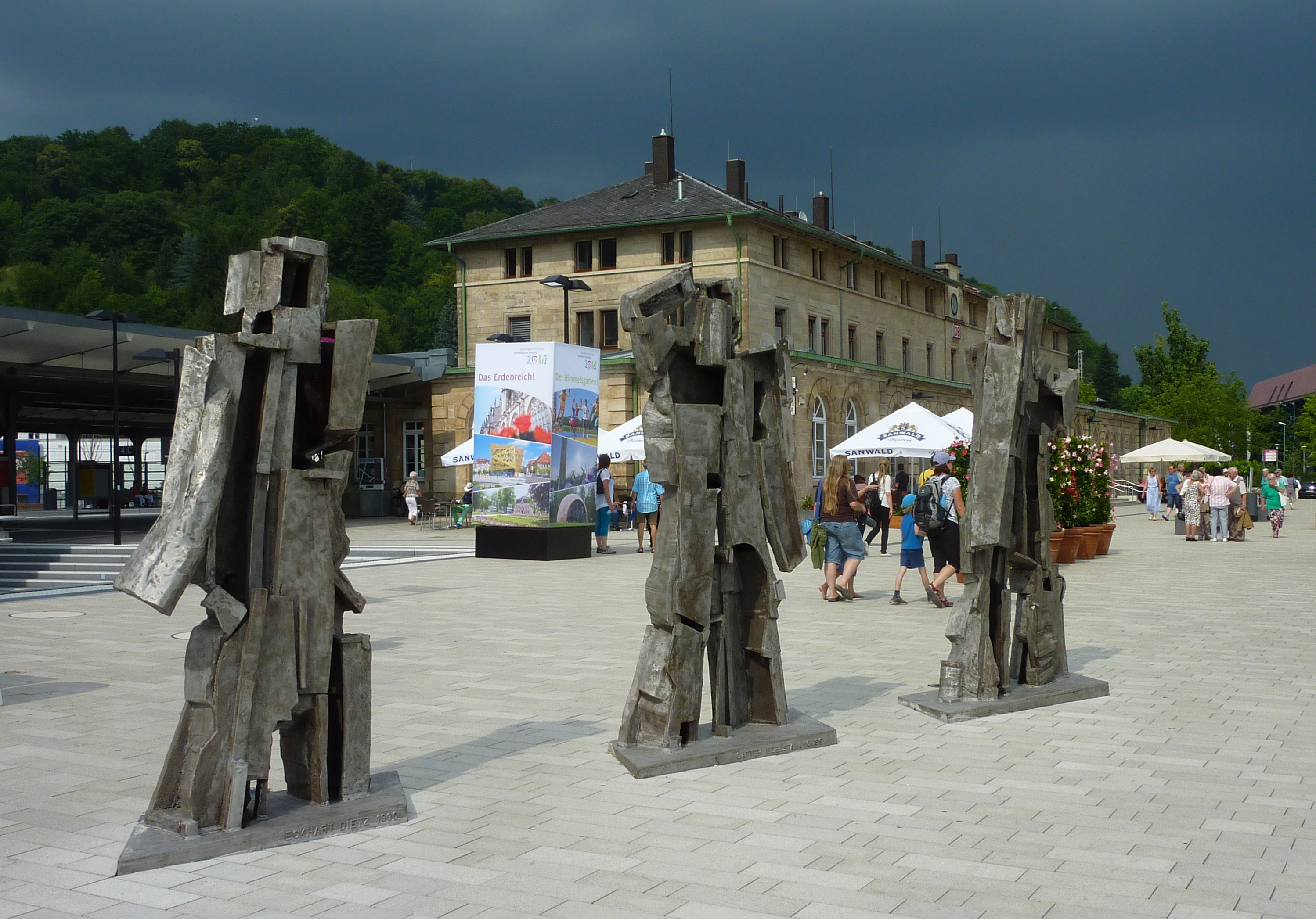
Ankommende, Edelstahlguss 1996, Bahnhof Schwäbisch Gmünd
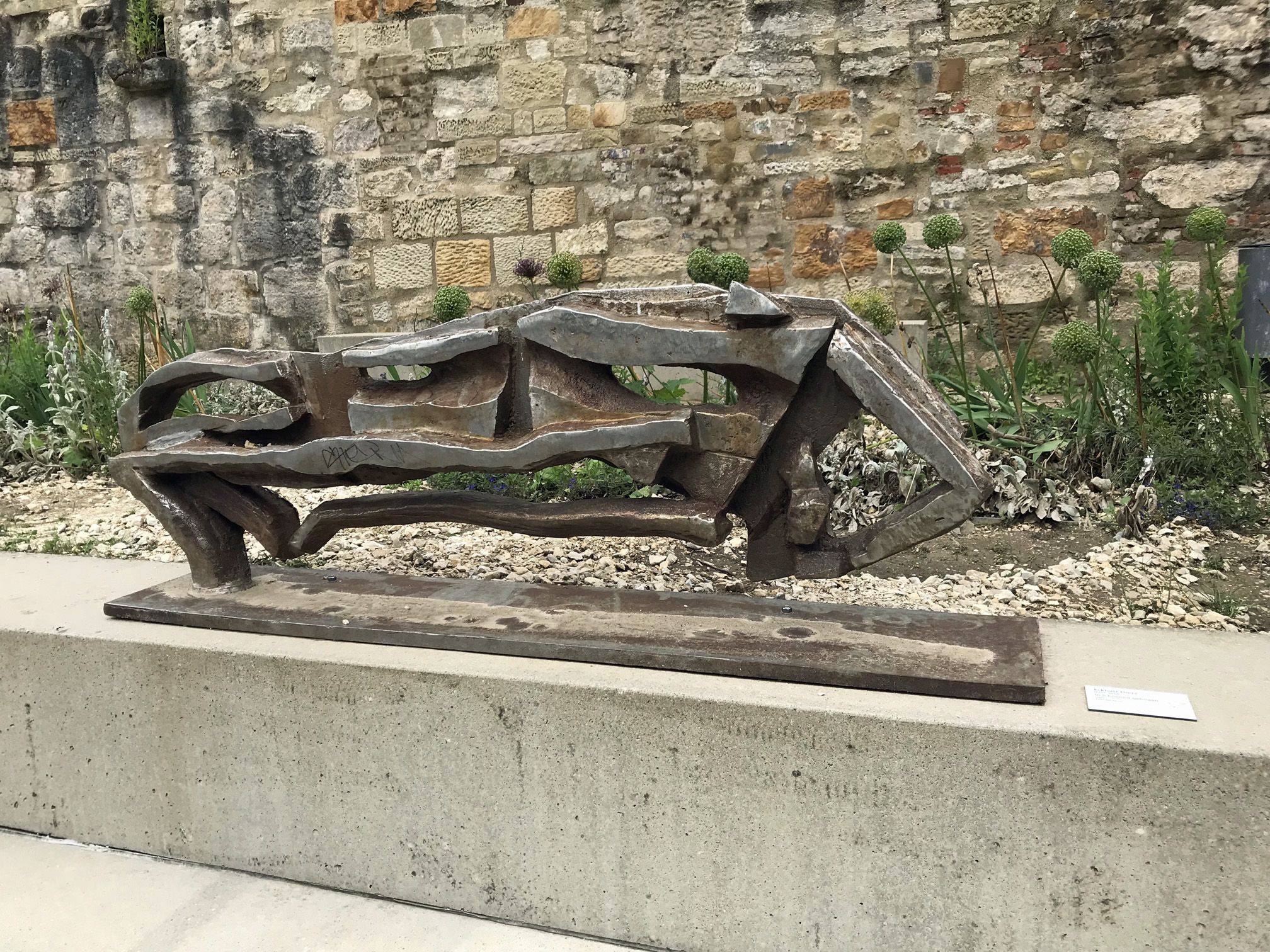
In Schönheit gebogen, Edelstahlguss 2002, am Josefsbach in Schwäbisch Gmünd
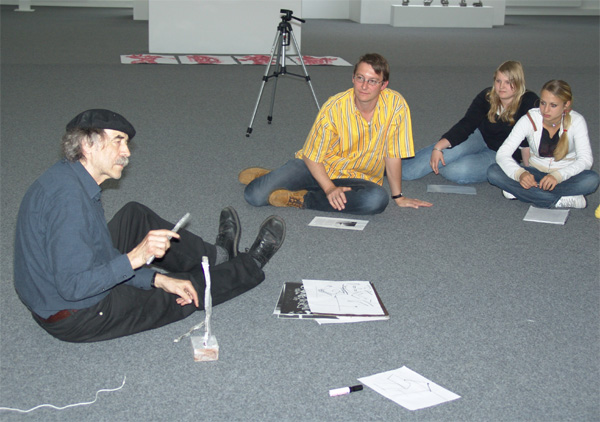
Eckhart Dietz 2005 mit Schülern
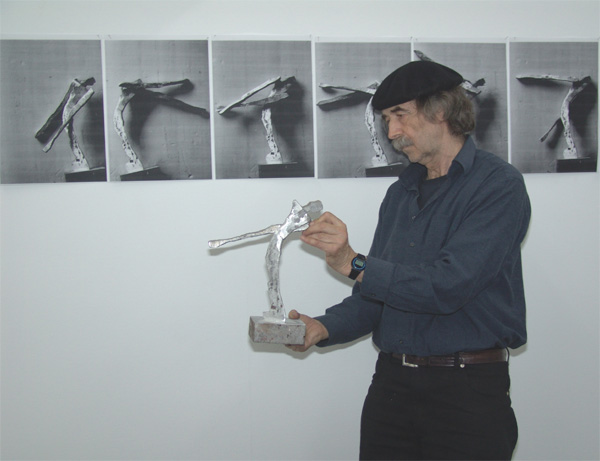
Eckhart Dietz 2005
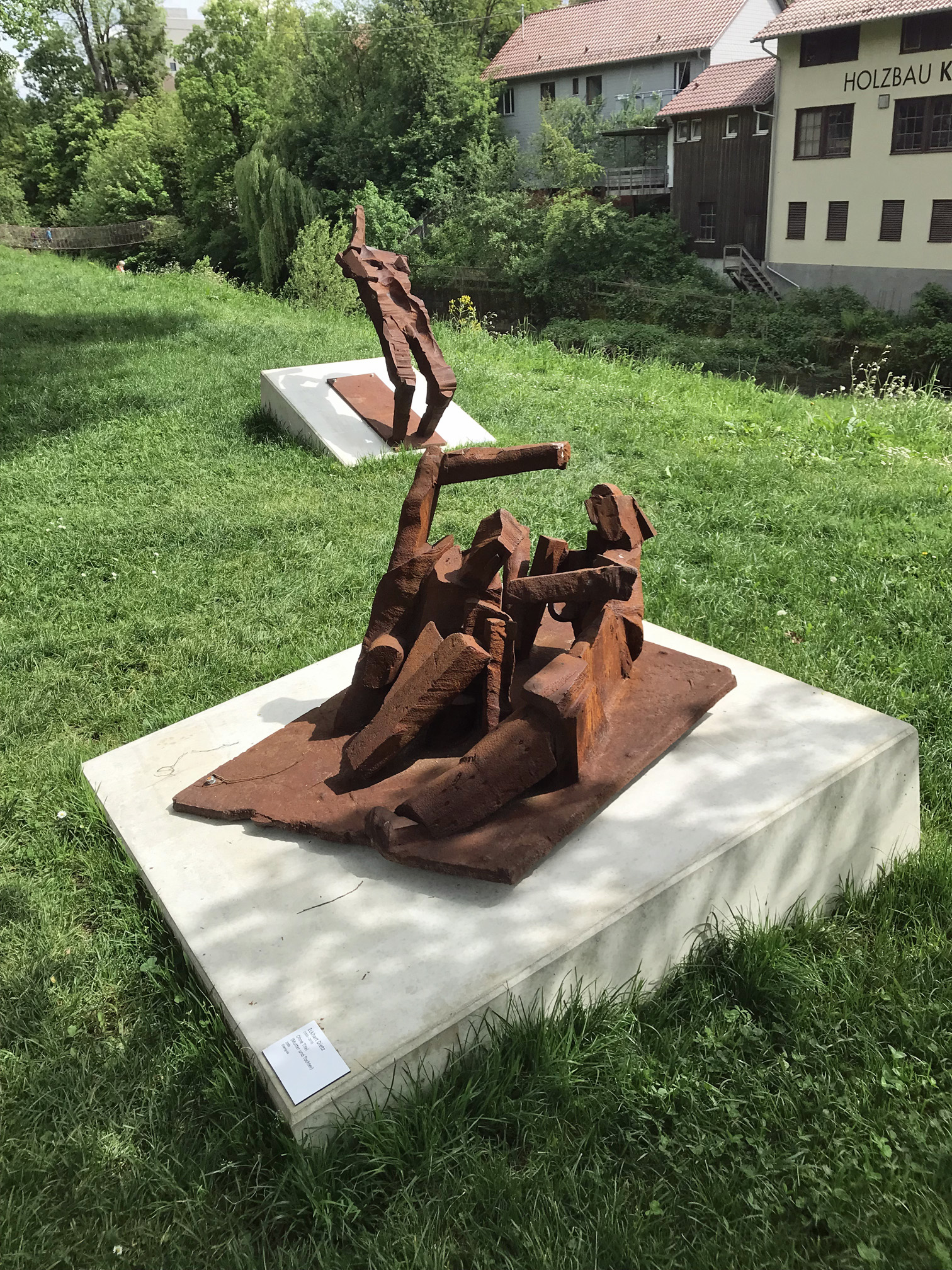
Ohne Titel (Mutter und Tochter), Eisenguss 2009, Grabenallee in Schwäbisch Gmünd
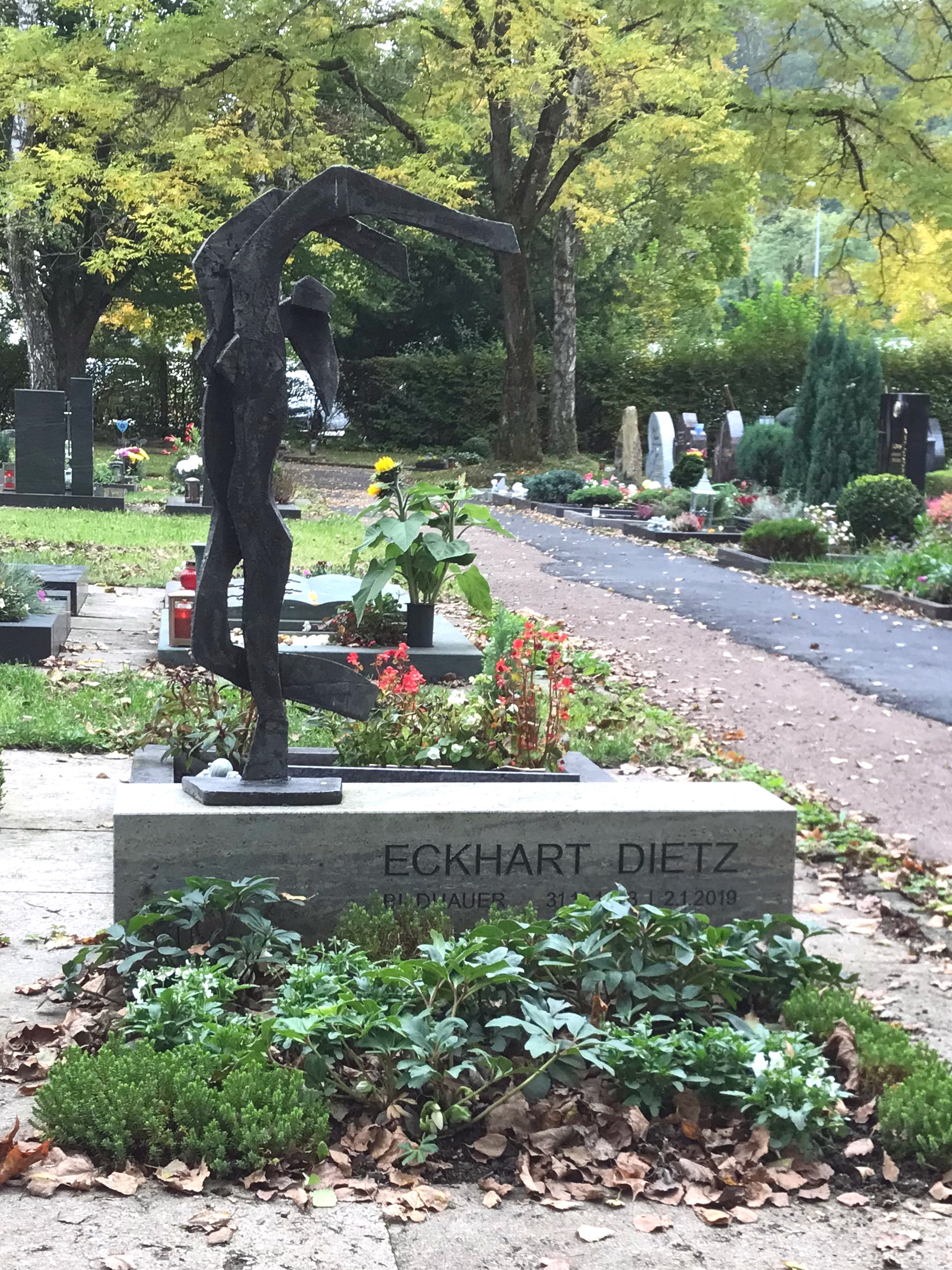
Urnengrab von Eckhart Dietz